# Liste der Biografien/Dug
Liste der Biografien |
Portal Biografien |
Personensuche
# |
A |
B |
C |
D |
E |
F |
G |
H |
I |
J |
K |
L |
M |
N |
O |
P |
Q |
R |
S |
T |
U |
V |
W |
X |
Y |
Z |
?
 
Da |
Db |
Dc |
Dd |
De |
Dg |
Dh |
Di |
Dj |
Dk |
Dl |
Dm |
Dn |
Do |
Dq |
Dr |
Ds |
Du |
Dv |
Dw |
Dy |
Dz
 
Dua |
Dub |
Duc |
Dud |
Due |
Duf |
Dug |
Duh |
Dui |
Duj |
Duk |
Dul |
Dum |
Dun |
Duo |
Dup |
Duq |
Dur |
Dus |
Dut |
Duu |
Duv |
Duw |
Dux |
Duy |
Duz
Die Liste der Biografien führt alle Personen auf, die in der deutschsprachigen Wikipedia einen Artikel haben. Dieses ist eine Teilliste mit 117 Einträgen von Personen, deren Namen mit den Buchstaben „Dug“ beginnt.

## Dug

### Duga
- Dugac, Pierre (1926–2000), französischer Mathematikhistoriker
- Dugain, Marc (* 1957), französischer Schriftsteller, Drehbuchautor und Filmregisseur
- Dugal, Elfie (1920–2018), deutsche Schauspielerin
- Dugald, schottischer Adliger
- Dugalić, Esad (1947–2011), jugoslawischer Fußballspieler
- Dugan, Alan (1923–2003), US-amerikanischer Dichter und Hochschullehrer
- Dugan, Dennis (* 1946), US-amerikanischer Regisseur
- Dugan, Franjo (1874–1948), jugoslawischer Komponist
- Dugan, Michael J. (* 1937), US-amerikanischer General der United States Air Force
- Dugan, Paul V. (* 1939), US-amerikanischer Politiker
- Dugan, Raymond Smith (1878–1940), US-amerikanischer Astronom
- Dugan, Regina E. (* 1963), US-amerikanische Wissenschaftlerin und Geschäftsfrau
- Dugan, Shannon (* 1993), US-amerikanische Volleyballspielerin
- Dugan, Tom (1889–1955), irisch-amerikanischer Schauspieler
- Dugan, Winston, 1. Baron Dugan of Victoria (1876–1951), britischer Generalmajor und Gouverneur von Victoria und South Australia
- Dugandzic, Mario (* 1985), deutscher Basketballtrainer und ehemaliger -spieler
- Dugandžić, Marko (* 1994), kroatischer Fußballspieler
- Duganisch-Neeb, Angelika (* 1958), deutsche Lyrikerin, Floristin, Gärtnermeisterin und Hauswirtschafterin
- Duganow, Juri Wladimirowitsch (1921–2012), sowjetischer Gewichtheber
- Dugard, Jaycee Lee (* 1980), US-amerikanisches Entführungsopfer
- Dugard, John (* 1936), südafrikanischer Jurist und Professor an der Universität Leiden
- Dugardein, Petra (* 1977), niederländische Fußballspielerin
- Dugarry, Christophe (* 1972), französischer FußballspielerChristophe Dugarry (* 1972)

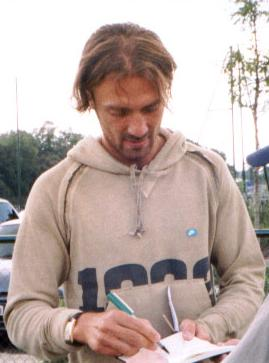
Christophe Dugarry (* 1972)

- Dugarsürengiin, Ojuunbold (1957–2002), mongolischer Ringer
- Dugas, Charles (1885–1957), französischer Klassischer Archäologe
- Dugas, Gaëtan (1953–1984), frankokanadischer Steward für Air Canada, früher AIDS-Patient
- Dugas, Marcel (1883–1947), kanadischer Schriftsteller, Journalist und Literaturkritiker
- Dugas, René (1897–1957), französischer Ingenieur und Wissenschaftshistoriker
- Dugauguez, Louis (1918–1991), französischer Fußballtrainer
- Dugazon (1743–1809), französischer Schauspieler
- Dugazon, Gustave (1781–1826), französischer Komponist

### Dugd
- Dugdale, Guy (1905–1982), britischer Bobfahrer
- Dugdale, Henrietta (1827–1918), australische Suffragette
- Dugdale, James, 2. Baron Crathorne (* 1939), britischer Adliger und Geschäftsmann
- Dugdale, John (* 1960), US-amerikanischer Fotokünstler
- Dugdale, Kezia (* 1981), schottische Politikerin
- Dugdale, Paul (* 1980), englischer Regisseur von Werbefilmen und Musikvideos
- Dugdale, Rose (1941–2024), britische Terroristin der IRA
- Dugdale, Thomas, 1. Baron Crathorne (1897–1977), britischer Offizier, Politiker und Minister
- Dugdale, William (1605–1686), englischer Historiker und Herold
- Dugdale, William, 2. Baronet (1922–2014), britischer Adliger und Sportfunktionär
- Dugdamme, kimmerischer General

### Duge
- Duge, Friedrich (1856–1927), deutscher Hafeninspektor und Fischereidirektor
- Duge, Olaf (* 1952), deutscher Lehrer und Politiker (Bündnis 90/Die Grünen), MdHB
- Dugend, Enno (1915–1980), deutscher Komponist
- Dugend, Eugen (1879–1946), deutscher Verwaltungsjurist, Präsident des Oberverwaltungsgerichts Oldenburg
- Dugend, Karl (1847–1919), deutscher Verwaltungsjurist und Präsident des Landesverwaltungsgerichts Oldenburg (1906–1918)
- Dügersüren, Mangalyn (1922–2002), mongolischer Politiker
- Dugès, Marie (1730–1797), französische Hebamme

### Dugg
- Duggan, Alfred (1903–1964), britischer Schriftsteller
- Duggan, Andrew (1923–1988), US-amerikanischer Schauspieler
- Duggan, Eamonn (1874–1936), irischer Politiker (Sinn Féin, Cumann na nGaedheal), Mitglied des House of Commons
- Duggan, Edmund (1862–1938), australischer Schauspieler und Dramatiker irischer Herkunft
- Duggan, Eileen (1894–1972), neuseeländische Dichterin und Schriftstellerin
- Duggan, Gil (1914–1974), US-amerikanischer American-Football-Spieler
- Duggan, James (1825–1899), irischstämmiger römisch-katholischer Geistlicher in den Vereinigten Staaten und vierter Bischof von Chicago
- Duggan, Jeremiah (1980–2003), britischer Student
- Duggan, Jim (* 1954), US-amerikanischer WrestlerJim Duggan (* 1954)

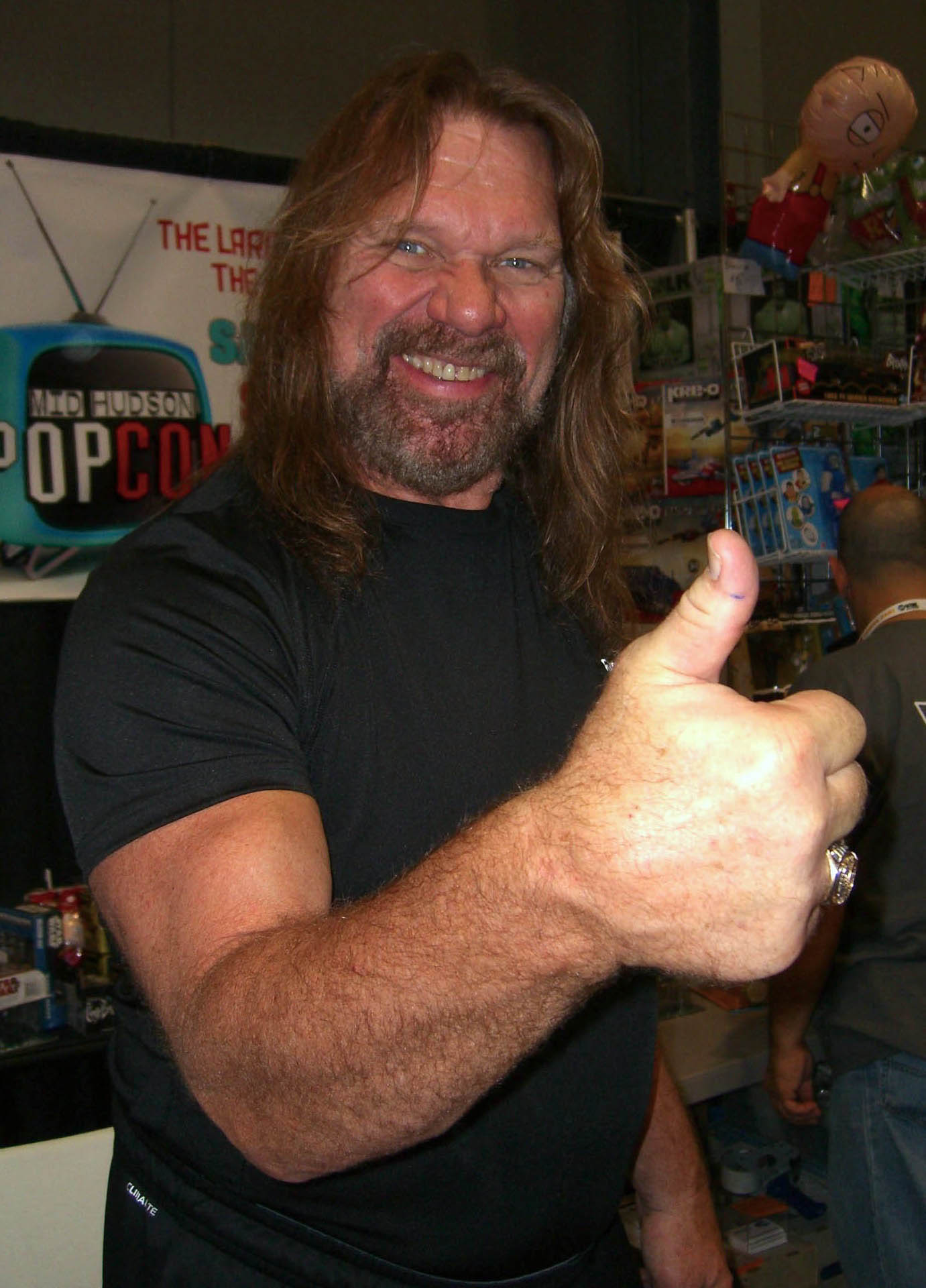
Jim Duggan (* 1954)

- Duggan, Keltie (* 1970), kanadische Schwimmerin
- Duggan, Lisa (* 1954), US-amerikanische Geschlechterforscherin
- Duggan, Luis (1906–1987), argentinischer Polospieler
- Duggan, Madeline (* 1994), britische Schauspielerin
- Duggan, Mark (1981–2011), britischer Bürger, der bei einem Festnahmeversuch durch die Polizei getötet wurde
- Duggan, Maurice (1922–1974), neuseeländischer Schriftsteller und Werbetexter
- Duggan, Meghan (* 1987), US-amerikanische Eishockeyspielerin und -trainerin
- Duggan, Pádraig (1949–2016), irischer Musiker und Komponist
- Duggan, Samuel (* 1998), britischer Eishockeyspieler
- Duggan, Simon (* 1959), neuseeländischer Kameramann
- Duggan, Steve (* 1958), englischer Snookerspieler
- Duggan, Timothy (* 1982), US-amerikanischer Radrennfahrer
- Duggan, Toni (* 1991), englische FußballspielerinToni Duggan (* 1991)

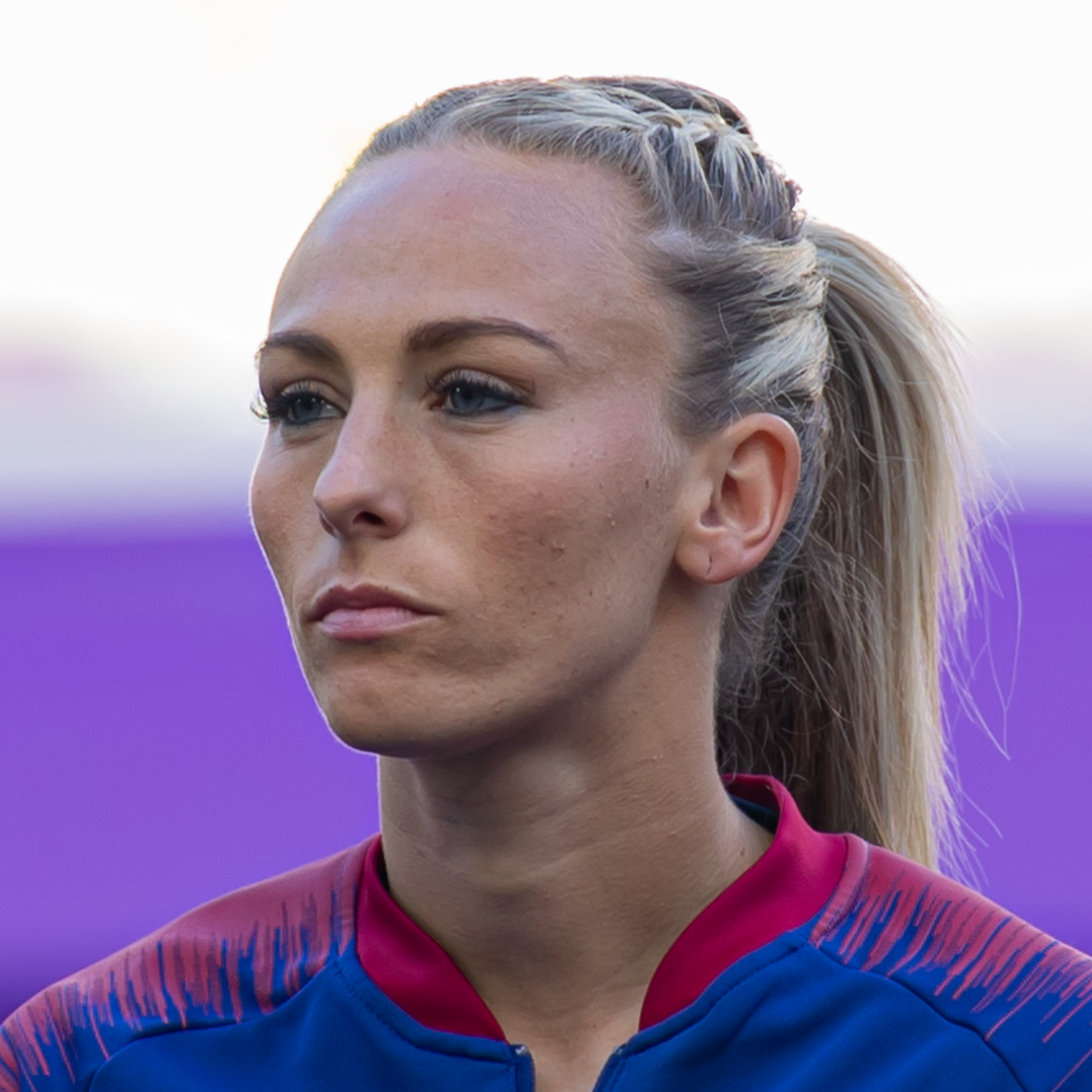
Toni Duggan (* 1991)

- Duggan-Cronin, Alfred (1874–1954), irisch-südafrikanischer Fotograf
- Duggar, Benjamin M. (1872–1956), US-amerikanischer Botaniker und Mikrobiologe
- Dugge, Marc (* 1976), deutscher Fernseh- und Hörfunkjournalist
- Dugged Cary, Alice (1859–1941), US-amerikanische Pädagogin und Bibliothekarin
- Düggeli, Max (1878–1946), Schweizer Agrarwissenschaftler und Bakteriologe
- Düggelin, Werner (1929–2020), Schweizer Theaterregisseur
- Duggen, Erich (1910–1989), deutscher Maler
- Duggen, Martin (* 1981), deutscher Basketballspieler
- Dugger, John (* 1948), US-amerikanischer Konzept- und Objektkünstler
- Dugger, Kyle (* 1996), US-amerikanischer American-Football-Spieler
- Duggin, Thomas Joseph (* 1936), britischer Botschafter
- Duggins, Vaughn (* 1987), US-amerikanischer Basketballspieler

### Dugh
- Dughalowa, Schanar (* 1987), kasachische Popsängerin

### Dugi
- Dugić, Bora (* 1949), serbischer Flötist
- Dugimont, Rémy (* 1986), französischer Fußballspieler
- Dugin, Alexander Geljewitsch (* 1962), russischer nationalbolschewistischer Politiker, Politologe, politischer Philosoph und PublizistAlexander Geljewitsch Dugin (* 1962)

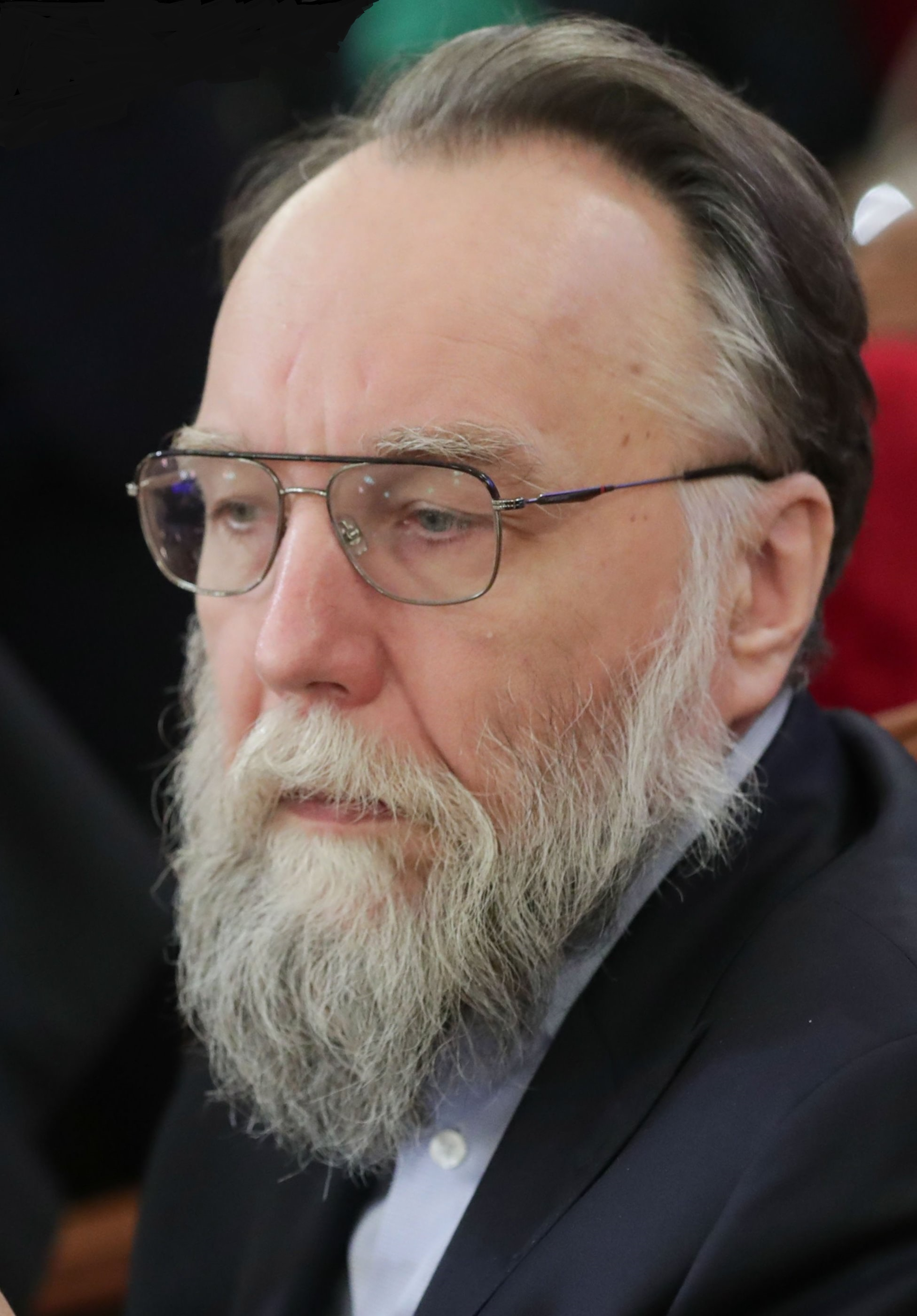
Alexander Geljewitsch Dugin (* 1962)

- Dugin, Andrej (* 1955), russischer Zeichner
- Dugin, Dmitri Jewgenjewitsch (* 1968), russischer Wasserballspieler
- Dugin, Jegor Igorewitsch (* 1990), russischer Eishockeyspieler
- Dugina, Darja Alexandrowna (1992–2022), russische Journalistin und Propagandistin
- Dugina, Olga (* 1964), russische Illustratorin

### Dugl
- Dugléré, Adolphe (1805–1884), französischer Koch

### Dugn
- Dugnani, Antonio (1748–1818), italienischer Kardinal der römisch-katholischen Kirche

### Dugo
- Dugommier, Jacques François (1738–1794), französischer General
- Dugonics, András (1740–1818), ungarischer Schriftsteller und Mathematiker
- Dugović, Titus († 1456), serbischer Soldat
- Dugovičová, Katarína (* 1977), slowakische Fußballspielerin
- Dugowson, Maurice (1938–1999), französischer Filmregisseur, Dokumentarfilmer und Drehbuchautor

### Dugr
- Dugrenier, Martine (* 1979), kanadische Ringerin
- Dugrip, Fabien (* 1976), französischer Beachvolleyballspieler
- Dugro, P. Henry (1855–1920), US-amerikanischer Jurist, Politiker und Hotelier

### Dugu
- Dugu, Isaac Bunde (* 1971), nigerianischer Geistlicher, römisch-katholischer Bischof von Katsina-Ala
- Dugua de Mons, Pierre (1558–1628), französischer Forschungsreisender und Kolonisator
- Dugua, Charles († 1802), französischer Divisionsgeneral
- Duguay, Christian (* 1957), kanadischer Regisseur
- Duguay, Raôul (* 1939), kanadischer Singer-Songwriter und Komponist
- Duguay, Ron (* 1957), kanadischer Eishockeyspieler und -trainer
- Duguay-Trouin, René (1673–1736), französischer SeeheldRené Duguay-Trouin (1673–1736)

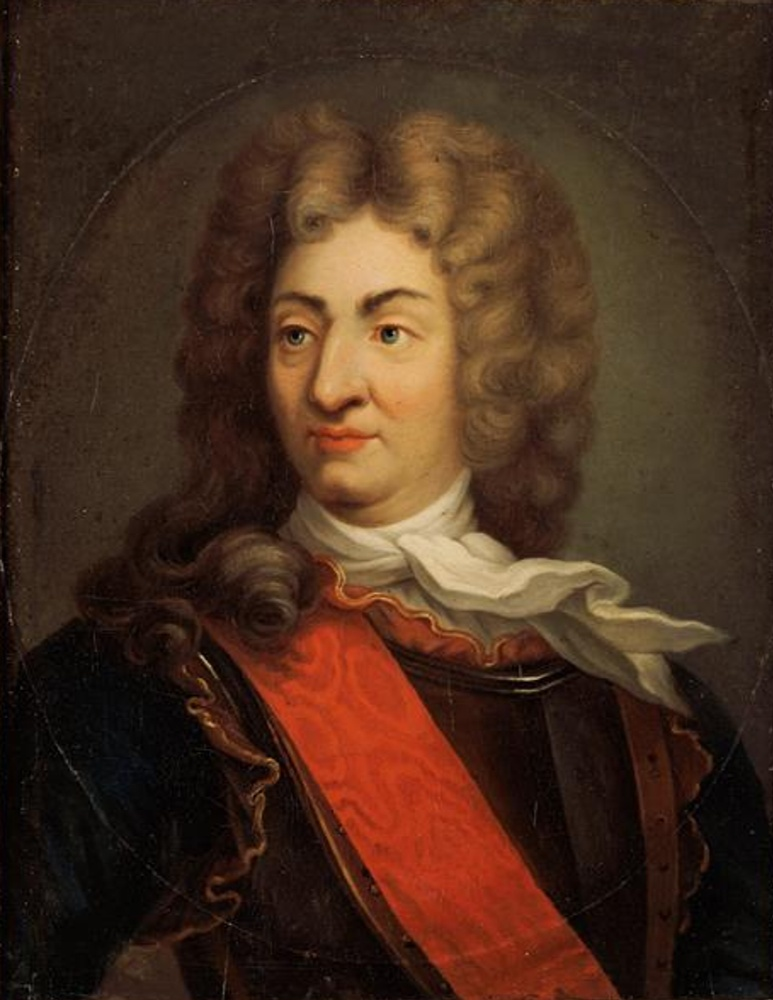
René Duguay-Trouin (1673–1736)

- Duguet, Romain (* 1980), französisch-schweizerischer Springreiter
- Duguid, Charles (1884–1986), australischer Politiker für die Rechte der Aborigines
- Duguid, Phyllis (1904–1993), australische Aktivistin und Frauenrechtlerin
- Duguit, Léon (1859–1928), französischer Rechtswissenschaftler
- Dugulescu, Petru (1945–2008), rumänischer Geistlicher, Poet und Politiker
- Duguma, Tsige (* 2001), äthiopische Sprinterin
- Dugundji, James (1919–1985), US-amerikanischer Mathematiker
- Dugutschijew, Islam Betersultanowitsch (* 1966), sowjetischer, russischer und aserbaidschanischer Ringer